# Sint-Catharinakerk (Mopertingen)

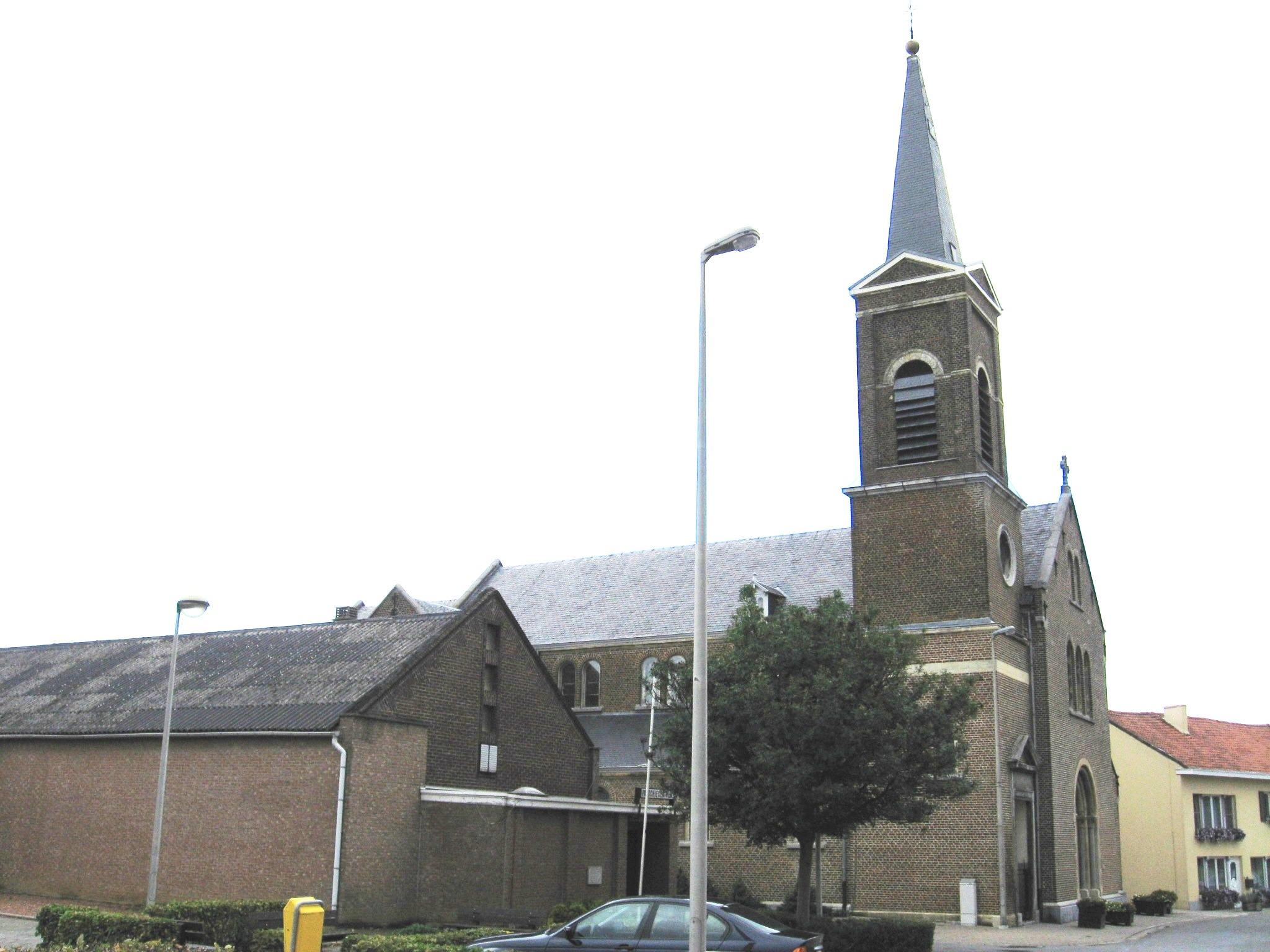
Sint-Catharinakerk

De Sint-Catharinakerk is de parochiekerk van Mopertingen, gelegen aan de Sint-Catharinastraat 11, in het zuiden (Haspengouw) van de provincie Limburg.
Oorspronkelijk was er in Mopertingen een kapel, die onderhorig was aan de parochie van Eigenbilzen. In 1839 werd Mopertingen een zelfstandige parochie, en in 1840 kwam een neoclassicistische kerk tot stand, ontworpen door Lambert Jaminé. Van deze kerk rest slechts de toren. Daar werd in 1900 een nieuwe, neoromaanse kerk tegenaan gebouwd, die ontworpen is door Hyacinth Martens.
Het is een bakstenen kruisbasiliek.
Van het kerkmeubilair is een deel afkomstig uit de voormalige kapel, zoals een Sint-Barbara in gepolychromeerd hout (eind 16e eeuw) en een Onze-Lieve-Vrouw met de Rozenkrans en Sint-Dominicus. De communiebank is uit het 4e kwart van de 18e eeuw. Uit de 19e eeuw stammen een calvariegroep, biechtstoelen en altaren. De preekstoel is uit begin 20e eeuw.